# Pseudogobius olorum
Pseudogobius olorum es una especie de peces de la familia de los Gobiidae en el orden de los Perciformes.

## Morfología
Los machos pueden llegar a alcanzar los 6 cm de longitud total.

## Alimentación
Come principalmente insectos, crustáceos y algas.

## Depredadores
Es depredado por Platycephalus Speculatores ,Phalacrocorax melanoleucos ,Phalacrocorax sulcirostris y Phalacrocorax varices 

## Hábitat
Es un pez de clima subtropical y demersal.

## Distribución geográfica
Se encuentra al sur de Australia. 

## Observaciones
Es inofensivo para los humanos. 